# Temnochila peninsularis
Temnochila peninsularis là một loài bọ cánh cứng trong họ Trogossitidae. Loài này được Schaeffer miêu tả khoa học năm 1918.